# 시로가네 온천

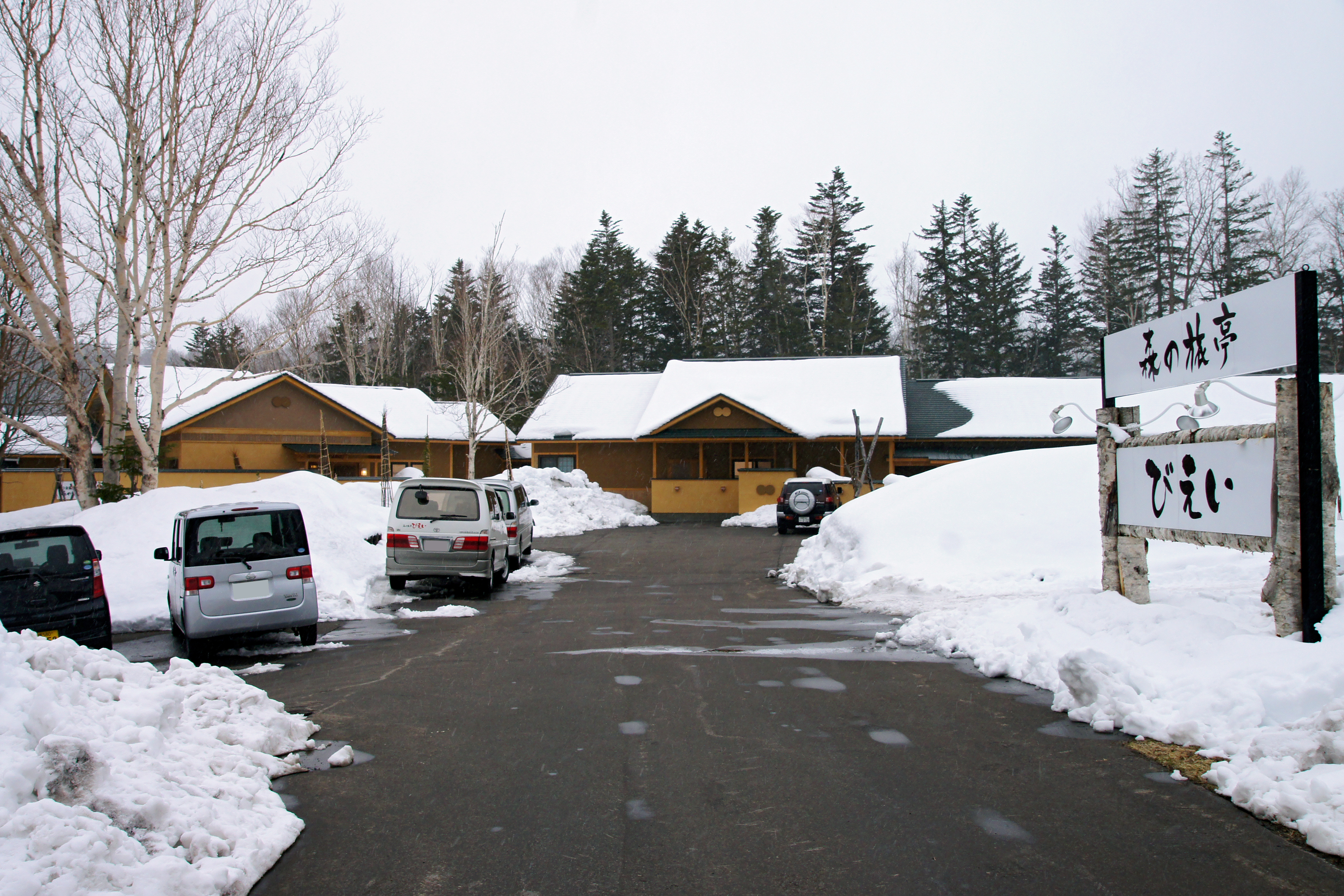
흰 수염 폭포

시로가네 온천(白金温泉)은 일본 홋카이도 가미카와군 비에이정에 있는 온천이다.

## 역사
다이쇼 초기 무렵에 도카치다케 중턱에 마루야 온천, 현재 시로가네 온천 부근에 하타케야마 온천이 있었던 것이 시작하지만 1926년 도카치다케 대폭발에 의해 두 온천이 진흙에 휩쓸려 없어졌다. 이후 1950년 8월에 온천이 용출하여 온천 개발에 성공했을 당시의 촌장이 "진흙에서 귀중한 플래티나 (백금)을 찾은 생각이 든다."고 말한 것에 유래하여 시로가네 온천으로 명명되었다.

## 온천
도카치다케 산기슭에 약 7개의 료칸이 존재한다.